# Leda atômica
Leda Atômica é uma pintura de Salvador Dalí, feita em 1949. A figura descreve Leda, a rainha mitológica de Esparta, com o cisne. Leda é um retrato frontal da esposa de Dalí, Gala, que está sentada em um pedestal com um cisne suspenso atrás e a sua esquerda. Diferentes objetos tais como um livro, um esquadro, dois bancos de pisos e um ovo flutuando em torno da figura principal. No fundo em ambos os lados, as rochas do Cabo Norfeu (na Costa Brava na Catalunha entre Roses e Cadaqués) define a localização da imagem.

## Fundo mitológico
Leda era admirada por Zeus, que a estuprou na forma de um cisne em sua noite de casamento quando ela dormia com seu marido Tindáreo. Esta dupla consumação de seu casamento resultou em dois ovos, cada um deles chocando gêmeos: do primeiro ovo veio Castor e Pólux, e do segundo veio Clitemnestra e Helena.

## Estrutura da pintura
Leda Atômica é organizada de acordo com a rígida estrutura matemática, seguindo a "divina proporção". Leda e o cisne estão situados dentro de um pentágono que foi inserida uma estrela de cinco pontas da qual Dalí fez vários esboços. As cinco pontas da estrela simbolizam as sementes da perfeição: amor, ordem, luz (verdade) força de vontade e palavra (ação).
A harmonia da estrutura foi calculado pelo artista seguindo a recomendação do matemático romeno Matila Ghyka. Diferente de seus contemporâneos que consideravam a matemática uma distração ou interrupção para a inspiração artística, Dalí considerou que qualquer obra de arte, como tal, tinha que ser com base na composição e cálculo. A influência de Ghyka é claro na formula matemática da proporção áurea, mostrado na imagem a seguir:
{\displaystyle \varphi ={\frac {1+{\sqrt {5}}}{2}}}
em que ele cita especificamente para calcular o lado de um pentágono regular.